# Linum sulcatum
Linum sulcatum är en linväxtart som beskrevs av John Leonard Riddell. Linum sulcatum ingår i släktet linsläktet, och familjen linväxter. Utöver nominatformen finns också underarten L. s. harperi.